# Niamh Emerson
Niamh Emerson (née le 22 avril 1999) est une athlète britannique, spécialiste des épreuves combinées. 

## Biographie
Elle remporte la médaille de bronze de l'heptathlon lors des Jeux du Commonwealth de 2018, à Gold Coast, devancée par l'Anglaise Katarina Johnson-Thompson et la Canadienne Nina Schultz.
Le 13 juillet 2018, à Tampere, Niamh Emerson devient championne du monde junior avec 6 253 points, nouveau record personnel.
Le 1er mars 2019, lors des championnats d'Europe en salle de Glasgow, Emerson remporte sa première médaille internationale sénior sur le pentathlon en décrochant la médaille d'argent avec 4 731 pts, derrière Katarina Johnson-Thompson (4 983 pts), pour réaliser un doublé britannique. Elle améliore ses records personnels dans toutes les épreuves : 8 s 54 sur 60 m haies, 1,87 m au saut en hauteur, 13,93 m au lancer du poids, 6,29 m au saut en longueur et 2 min 12 s 56 sur 800 m.

## Palmarès
| Date | Compétition                         | Lieu       | Résultat | Épreuve     | Points        |
| ---- | ----------------------------------- | ---------- | -------- | ----------- | ------------- |
| 2015 | Championnats du monde cadets        | Cali       | 13e      | Heptathlon  | 5 384 pts     |
| 2015 | Jeux de la Jeunesse du Commonwealth | Apia       | 3e       | 400 m haies | 1 min 01 s 99 |
| 2015 | Jeux de la Jeunesse du Commonwealth | Apia       | 1er      | Hauteur     | 1,80 m        |
| 2016 | Championnats d'Europe cadets        | Tbilissi   | 3e       | Heptathlon  | 5 919 pts     |
| 2017 | Championnats d'Europe juniors       | Grosseto   | 4e       | Heptathlon  | 6 013 pts     |
| 2018 | Jeux du Commonwealth                | Gold Coast | 3e       | Heptathlon  | 6 043 pts     |
| 2018 | Championnats du monde juniors       | Tampere    | 1re      | Heptathlon  | 6 253 pts     |
| 2019 | Championnats d'Europe en salle      | Glasgow    | 2e       | Pentathlon  | 4 731 pts     |

## Records
| Épreuve           | Performance         | Lieu                 | Date             |
| ----------------- | ------------------- | -------------------- | ---------------- |
| 100 m haies       | 13 s 76             | Tampere              | 12 juillet 2018  |
| Saut en hauteur   | 1,89 m              | Loughborough Tampere | 12 juillet 2018  |
| Lancer du poids   | 12,67 m             | Kladno               | 17 juin 2017     |
| 200 m             | 24 s 40 (+ 1,6 m/s) | Manchester           | 10 juin 2018     |
| Saut en longueur  | 6,41 m (+ 1,6 m/s)  | Birmingham           | 1er juillet 2018 |
| Lancer du javelot | 43,95 m             | Birmingham           | 1er juillet 2018 |
| 800 m             | 2 min 09 s 74       | Tampere              | 13 juillet 2018  |
| Heptathlon        | 6 253 pts           | Tampere              | 13 juillet 2018  |

| Épreuve          | Performance   | Lieu               | Date                          |
| ---------------- | ------------- | ------------------ | ----------------------------- |
| 60 m haies       | 8 s 54        | Glasgow            | 1er mars 2019                 |
| Saut en hauteur  | 1,87 m        | Salamanque Glasgow | 20 février 2016 1er mars 2019 |
| Lancer du poids  | 13,93 m       | Glasgow            | 1er mars 2019                 |
| Saut en longueur | 6,29 m        | Glasgow            | 1er mars 2019                 |
| 800 m            | 2 min 12 s 56 | Glasgow            | 1er mars 2019                 |
| Pentathlon       | 4 731 pts     | Glasgow            | 1er mars 2019                 |